# Gottfried Hensel
Gottfried Hensel (1687 – Hirschbergben, 1765) német nyelvész, az összehasonlító nyelvészet előfutára, aki leginkább Synopsis Universae Philologiae című művéről ismert.

## Életpályája

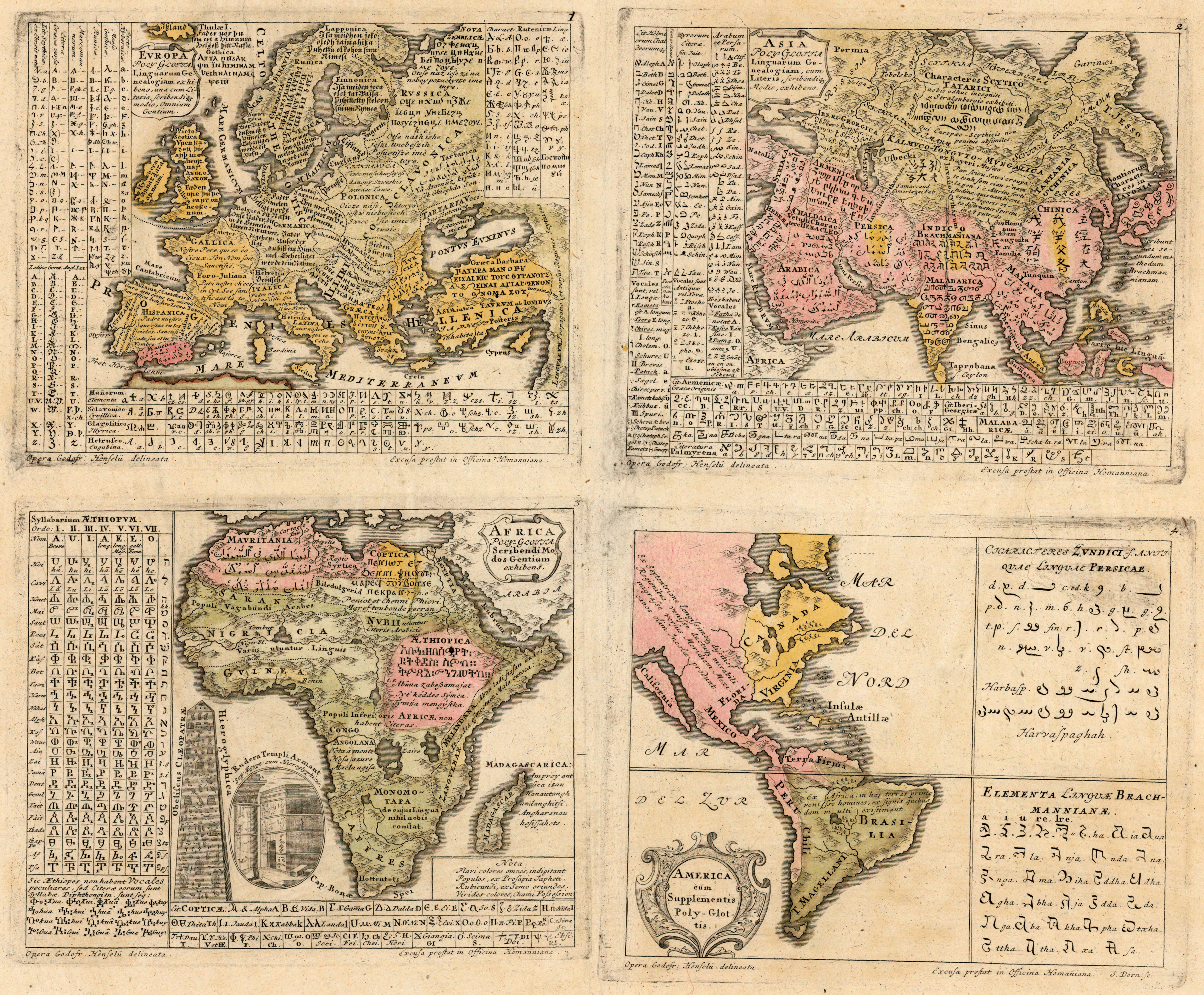
Gottfried Hensel Nürnbergben kiadott 4 rézkarca, az egyes területek őslakosainak nyelveit ábrázolva

Gottfried Hensel az alsó-sziléziai Hirschbergben (Jelenia Góra) volt rektor.
Platón  Kratülosz című munkájában kifejtett elméletét követve úgy véli, hogy minden betűnek van egy természetes és belső jelentése (Valor naturalis atque internus), amelynek segítségével szinte képszerűen ábrázolhatók a tárgyi dolgok, de a metafora segítségével az elvont fogalmak is. A Hensel által a héber ábécé egyes betűinek tulajdonított természetes jelentést Caspar Neumann veszi át, de végül azt szisztematikusan, explicit fonoszimbolikus motívumok alapján magyarázza.
1741-ben Nürnbergben adták ki Gottfried Hensel négy rézkarcát. Ezeken a térképeken világosan ábrázolva vannak a kontinensek a különböző nyelvű mondatokkal együtt, amelyek azt jelzik, hogy az egyes területeken milyen nyelveket beszéltek az őslakosok.[forrás?]

## Galéria

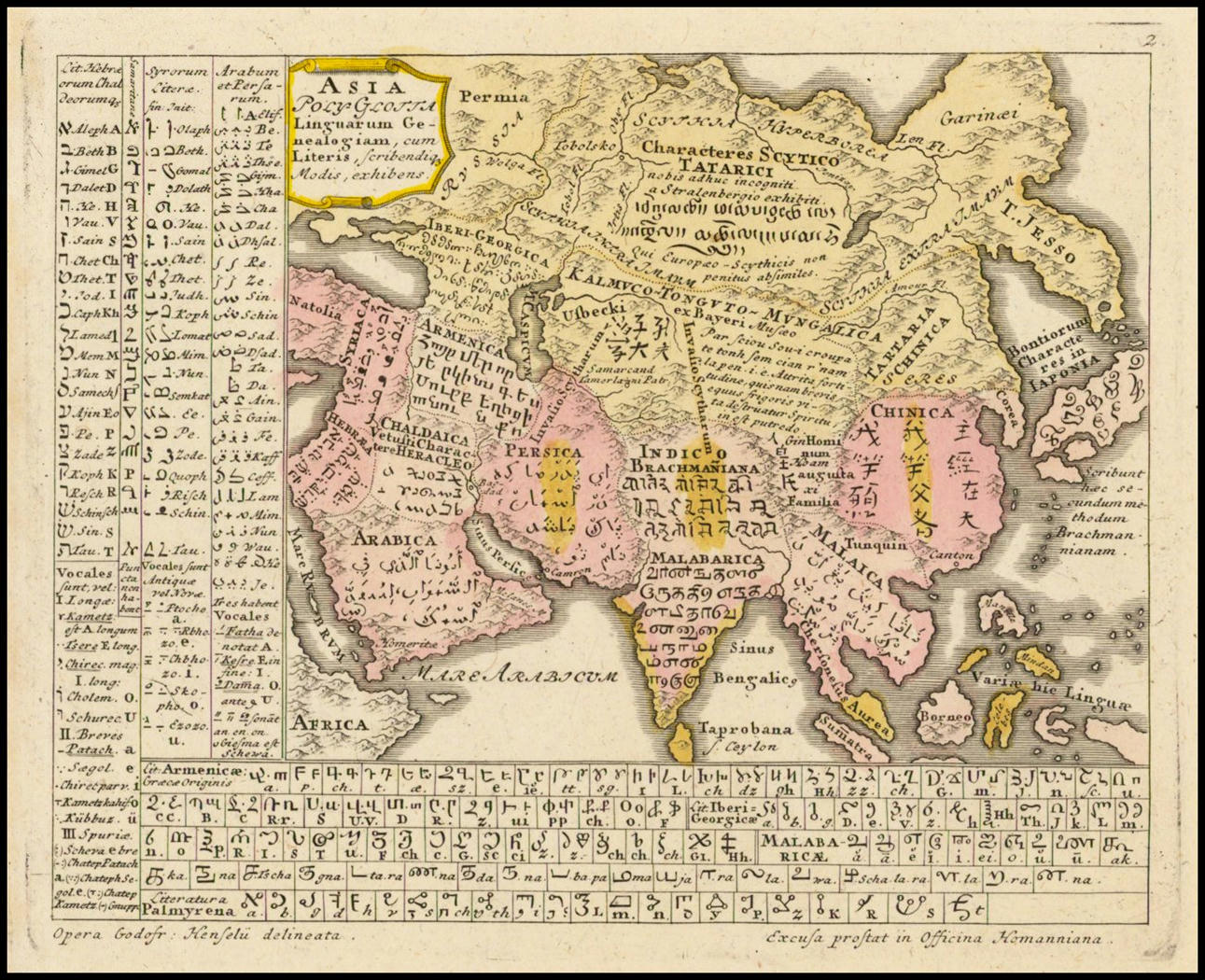
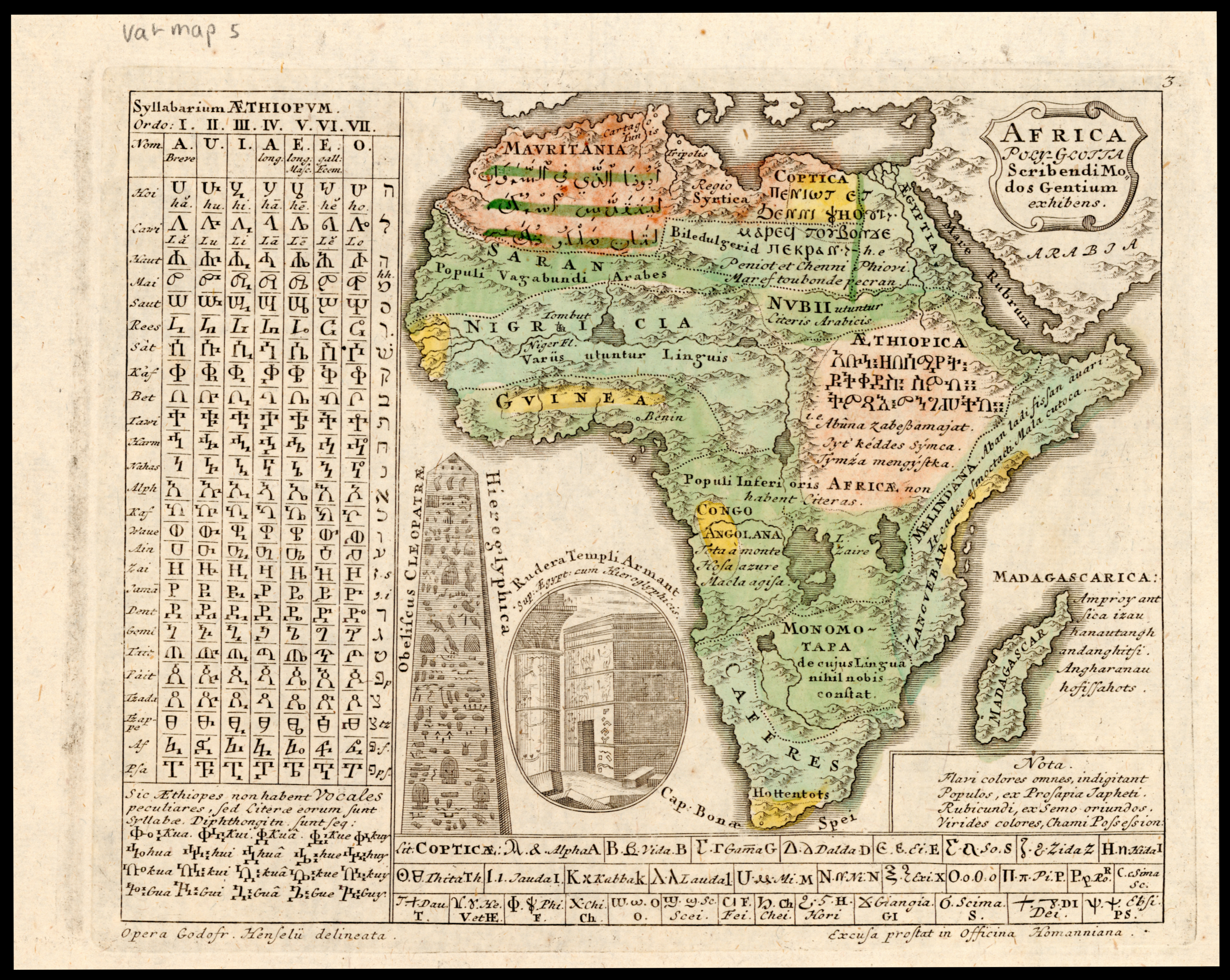
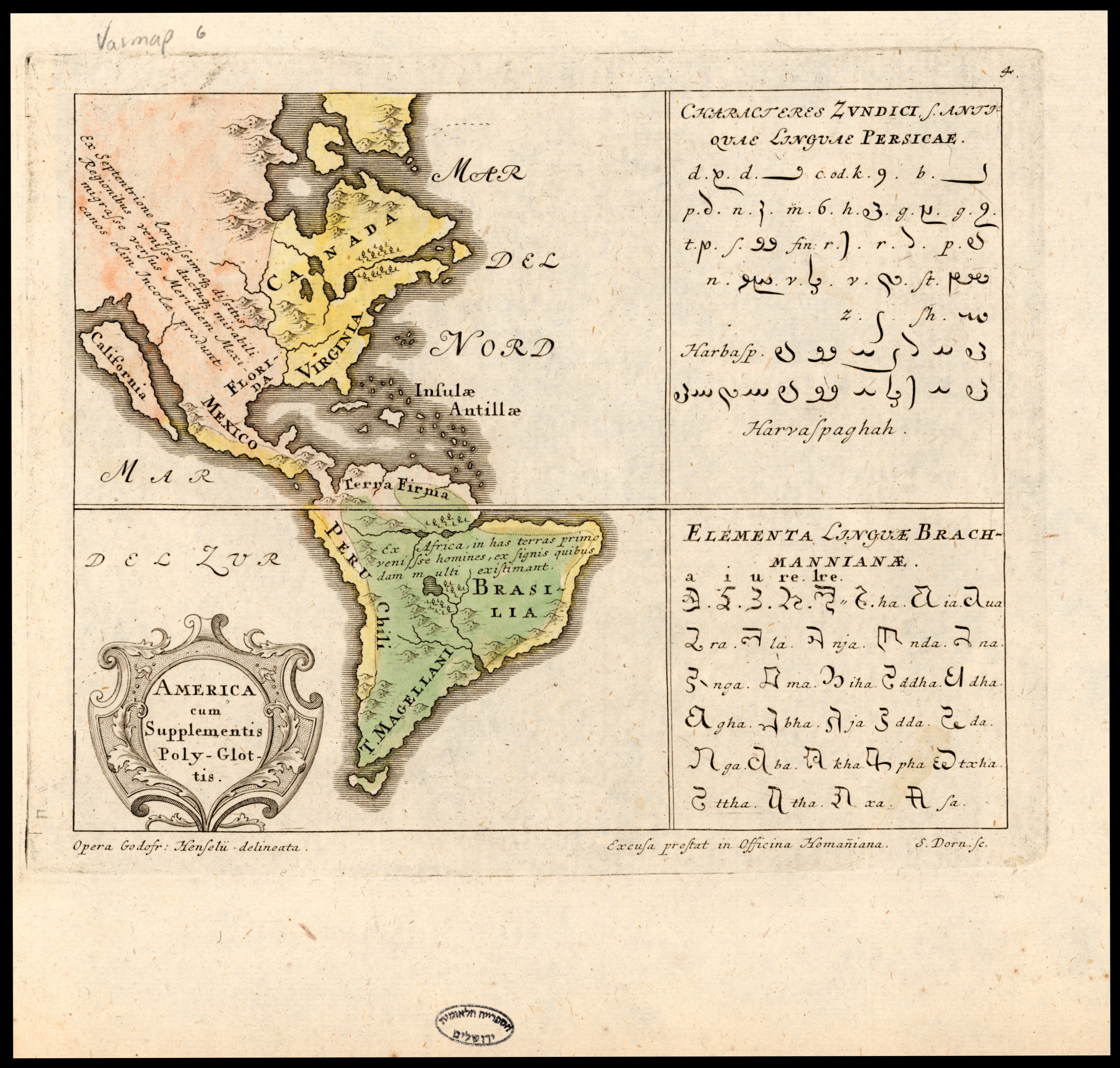
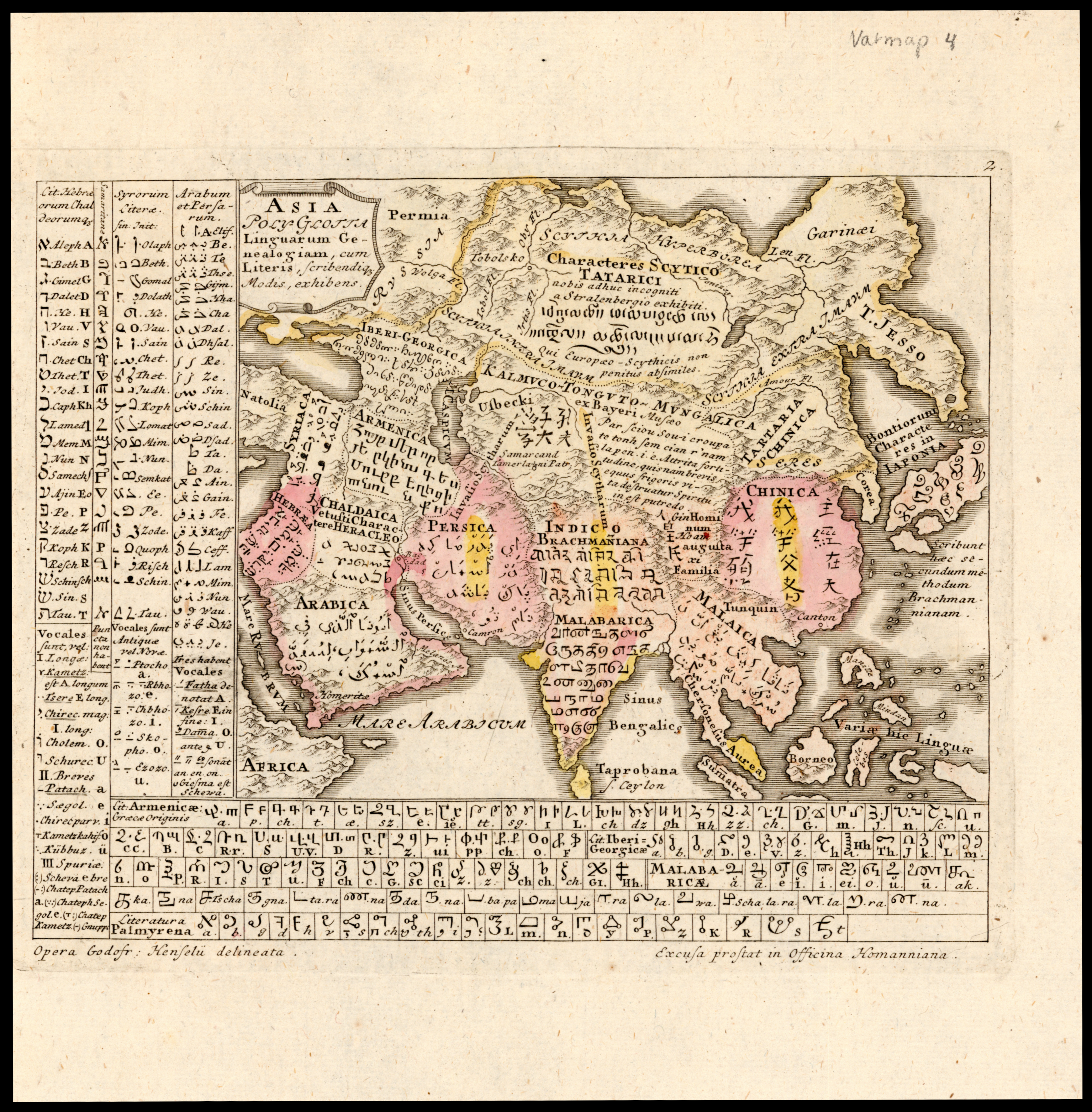
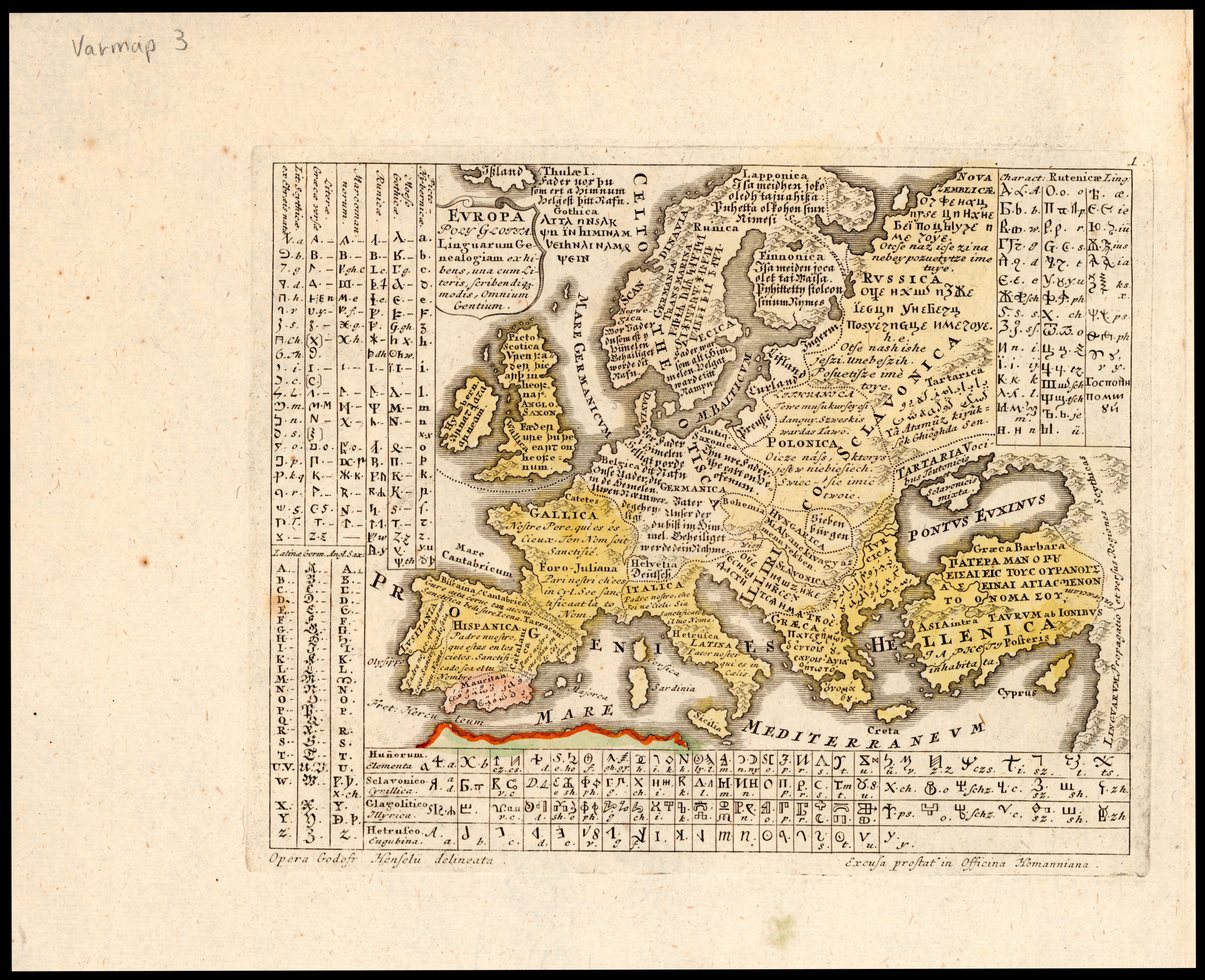